# 宮本好宣
宮本 好宣（みやもと よしのぶ、1950年7月26日 - ）は、大阪府大阪市出身の元プロ野球選手（投手）、スカウト、プロ野球コーチ。右投右打。

## 経歴
京都府京都市下京区生まれ、大阪府大阪市育ち。
布施工業高から同志社大学へ進学。関西六大学野球リーグでは1971年春季リーグで優勝を経験。1972年春季リーグで初登板、同年秋季リーグでは関大に次ぐ2位と健闘。リーグ通算21試合登板し3勝6敗の成績を残した。
大学卒業後は、社会人野球のエアロマスターに入団。1973年の産業対抗でチームは優勝するが、エース細淵守男の控えにとどまり出番はなかった。1974年5月にエアロマスターの母体である日本熱学工業が倒産し野球部も解散となったため、西濃運輸に移籍。早川実ら先発陣をリリーフとして支える。同年の社会人野球日本選手権に出場、鐘淵化学との1回戦でリリーフとして登板する。
1975年のプロ野球ドラフト会議で日本ハムファイターズから6位指名を受け入団。長身から投げ下ろす右のオーバースローで、ストレートとスライダーが持ち味。他にカーブ、フォーク。プロ1年目の1976年から一軍登板を果たし、1977年にはプロ初勝利も記録。しかし、1980年以降は一軍登板がなく、1981年限りで現役を引退。
引退後は、日本ハムに残りスカウトを務める。大学の後輩でもある片岡篤史、岩本勉を獲得した。
その後は、横浜ベイスターズの近畿地区担当スカウトを務め、大家友和、金城龍彦、藤田一也らを担当。
在日韓国人三世（国籍は日本、韓国名:金好宣）である出自を生かし、高陽ワンダーズ、成均館大学校野球部、SKワイバーンズなど韓国の野球チームでのインストラクターを務め、2014年よりネクセン・ヒーローズの投手インストラクターとなった。2015年はネクセンの三軍コーチとなり、2016年は韓国のハンファ・イーグルスのコーチ、2017年はハンファの編成部長を務めウィリン・ロサリオの獲得に携わり同年オフに退団した。

## 詳細情報

### 年度別投手成績
| 年 度    | 球 団    | 登 板 | 先 発 | 完 投 | 完 封 | 無 四 球 | 勝 利 | 敗 戦 | セ 丨 ブ | ホ 丨 ル ド | 勝 率 | 打 者 | 投 球 回 | 被 安 打 | 被 本 塁 打 | 与 四 球 | 敬 遠 | 与 死 球 | 奪 三 振 | 暴 投 | ボ 丨 ク | 失 点 | 自 責 点 | 防 御 率 | W H I P |
| -------- | -------- | ----- | ----- | ----- | ----- | -------- | ----- | ----- | -------- | ----------- | ----- | ----- | -------- | -------- | ----------- | -------- | ----- | -------- | -------- | ----- | -------- | ----- | -------- | -------- | ------- |
| 1976     | 日本ハム | 2     | 0     | 0     | 0     | 0        | 0     | 0     | 0        | --          | ----  | 21    | 4.0      | 8        | 1           | 1        | 0     | 0        | 3        | 1     | 0        | 6     | 6        | 13.50    | 2.25    |
| 1977     | 日本ハム | 6     | 3     | 0     | 0     | 0        | 1     | 0     | 0        | --          | 1.000 | 51    | 12.0     | 12       | 0           | 6        | 0     | 0        | 10       | 2     | 0        | 4     | 4        | 3.00     | 1.50    |
| 1978     | 日本ハム | 10    | 2     | 0     | 0     | 0        | 0     | 0     | 0        | --          | ----  | 103   | 25.0     | 28       | 3           | 7        | 1     | 1        | 9        | 1     | 0        | 15    | 14       | 5.04     | 1.40    |
| 1979     | 日本ハム | 15    | 6     | 1     | 0     | 0        | 1     | 4     | 0        | --          | .200  | 188   | 43.2     | 48       | 4           | 19       | 1     | 2        | 17       | 0     | 0        | 25    | 24       | 4.91     | 1.53    |
| 通算:4年 | 通算:4年 | 33    | 11    | 1     | 0     | 0        | 2     | 4     | 0        | --          | .333  | 363   | 84.2     | 96       | 8           | 33       | 2     | 3        | 39       | 4     | 0        | 50    | 48       | 5.08     | 1.52    |

### 背番号
- 49 （1976年 - 1978年）
- 12 （1979年 - 1981年）
- 90 （2015年）
- 88 （2016年）